# KLM
Koninklijke Luchtvaart Maatschappij N.V. - KLM je nizozemski nacionalni letalski prevoznik. Sedež podjetja je v Amstelveenu, v bližini amsterdamskega letališča Schiphol, ki je tudi glavno letališče te družbe. KLM ima v floti 115 letal in leti na okrog 130 destinacij po svetu. KLM je ena izmed najstarejših letalskih družb na svetu, ustanovljena je bila 7. oktobra 1919. Družba je leta 2013 zaposlovala okrog 32500 delavcev.
Maja 2004 se je KLM združil s Air France v novo družbo imenovano Air France-KLM. 